# 多賀神社 (多賀城市)
多賀神社（たがじんじゃ）は、陸奥国宮城郡の延喜式内社で、宮城県多賀城市六月坂、高崎にある神社である。浮島神社も延喜式内社の宮城郡多賀神社の論社の一つである。

## 歴史
近江国の多賀大社から勧請している。延暦15年（796年）に朝廷より従五位下の神階を受けた。その後、多賀城の衰退と共に神社も衰退し、所在不明となり、陸奥国一之宮の鹽竈神社では、延享2年（1745年）の『鹽竈社記』において、現在の多賀城廃寺の塔跡がある「塔の越原」の礎石跡を往古の大社「多賀神社」の跡地と推定していた。
仙台藩が提出を命じた『風土記御用書出』（安永3年（1774年））では浮嶋村の村鎮守浮島神社が「多賀神社」とされていた。江州多賀神社を御勧請、社の竪額は「多賀明神」の四字と明記している。
高崎村の小名「塔の越」にある村鎮守「神明社」は『風土記御用書出』（安永3年（1774年）高崎村）には、御勧請は不明とし、「多賀神社」との関連も触れていない。代わって「塔の越原」には「七堂伽藍在之五重之塔相建候跡之由」を伝承として記し、「今以石場相残居申候事」と礎石が露出していたことを記している。神明社と廃寺跡礎石群では小名が異なっており、位置関係は隣接はするものの、わずかにずれていたものとみられる、明治20年代以降に、この神明社が「多賀神社」を名乗るようになった。大正8年（1919年）に史蹟名勝天然紀念物保存法が公布・施行されると、大正11年（1921年）に廃寺跡は多賀城跡とともに「附寺跡」として史蹟指定された。この廃寺跡は当時、大字（旧村名）から「高崎廃寺」と呼称された。
主祭神は武甕槌命と経津主命の2神。天照皇大神、久那斗神、菅原道真も配祀する。陸奥国の国府だった多賀城の南東、「多賀城廃寺」の隣に鎮座する。式内社「陸奥国宮城郡 多賀神社」、旧社格は村社。明治5年（1872年）9月、村社に加列された。その後、留ヶ谷の神明社と天神社、東田中の志引神社を合祀した。
社殿は多賀城廃寺跡の塔基壇上に鎮座していたが、昭和40年（1965年）に多賀城廃寺が国の特別史跡に指定されたのに伴い、現在地に遷宮した。社殿は平成13年（2001年）に改築された。
多賀城政庁正殿のほぼ真北に鎮座する六月坂の多賀神社には、伊弉諾・伊弉冉を祀る総本社「多賀大社」と同じく竹で編んだ箍（タガ）が多数奉納されており、現在、多賀城市教育委員会が公式に認める「延喜式内社　多賀神社」であり、教育委員会による標柱や案内板も整備されている。旧社地は現在地の北東約50mにあり、六月坂地区の発掘調査や環境整備事業によって現在地に遷宮している。遷宮前は鳥居も完備していたが、現在はない。市川村の『安永風土記書出』（安永3年（1774年））には、神社は村鎮守の奏社明神社（現在の陸奥総社宮）、荒脛巾（あらはばき）神社、白山社、八幡社の四社を掲載するのみで、この神社は書出されてはおらず、社伝の詳細は不明である。

## 交通
東日本旅客鉄道（JR東日本）東北本線・国府多賀城駅より徒歩5分